# Velaine-sous-Amance
Velaine-sous-Amance ist eine französische Gemeinde mit 284 Einwohnern (Stand: 1. Januar 2022) im Département Meurthe-et-Moselle in der Region Grand Est (vor 2016: Lothringen). Sie gehört zum Arrondissement Nancy und zum Kanton Grand Couronné. 

## Geografie
Velaine-sous-Amance liegt etwa neun Kilometer ostnordöstlich von Nancy und wird umgeben von den Nachbargemeinden Laneuvelotte im Westen und Norden, Champenoux im Nordosten und Osten, Réméréville im Südosten, Buissoncourt im Südosten und Süden sowie Cerville im Süden und Südwesten.

## Bevölkerungsentwicklung
| Jahr                       | 1962 | 1968 | 1975 | 1982 | 1990 | 1999 | 2006 | 2019 |
| Einwohner                  | 196  | 213  | 247  | 251  | 260  | 271  | 276  | 280  |
| Quellen: Cassini und INSEE |      |      |      |      |      |      |      |      |

## Sehenswürdigkeiten
- Kirche Saint-Martin aus dem 18. Jahrhundert

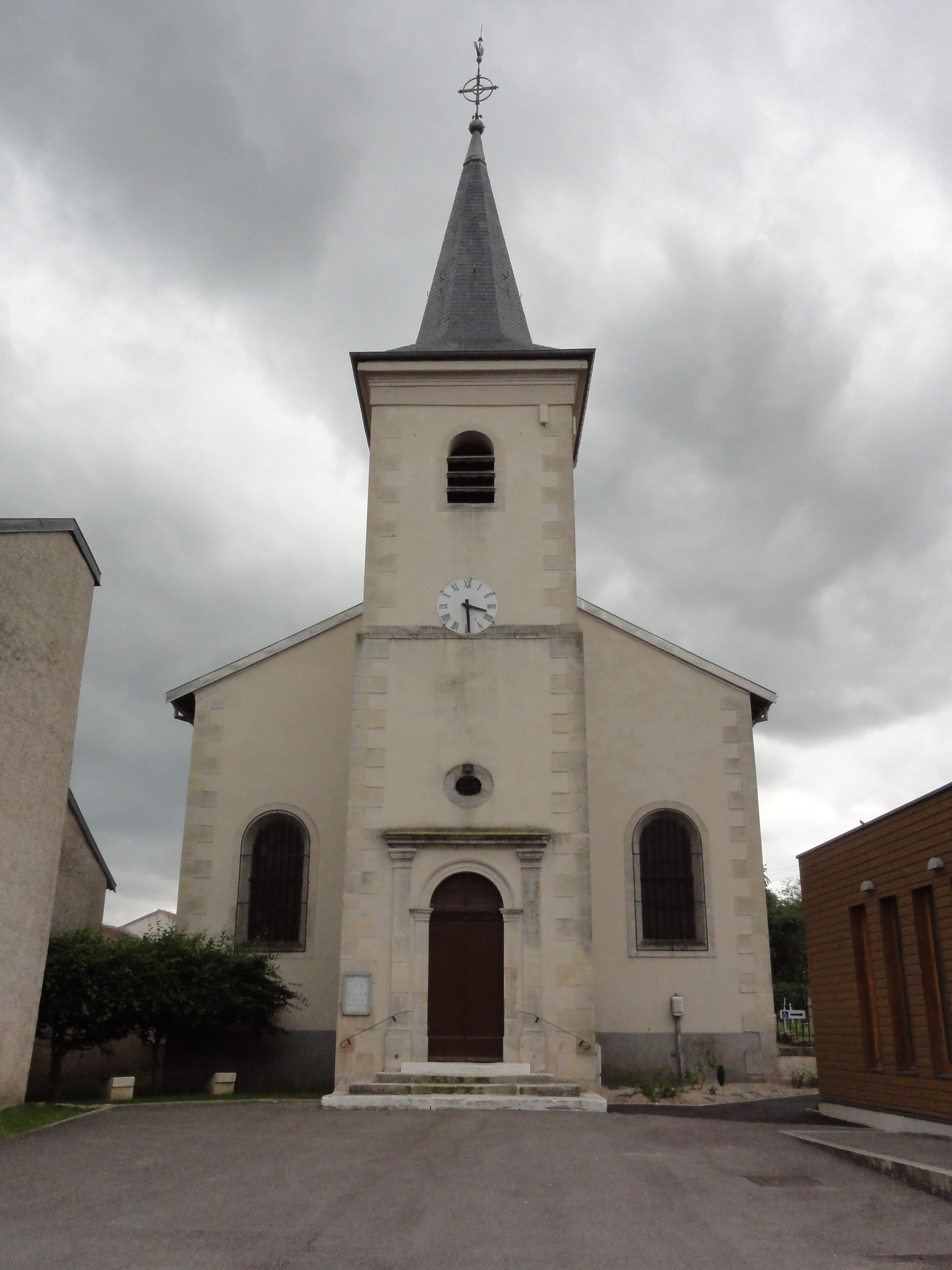
Kirche Saint-Martin